# Сквер міськлікарні (Мукачево)
Сквер міськліка́рні — парк-пам'ятка садово-паркового мистецтва місцевого значення в Україні. Об'єкт розташований на території Мукачівського району Закарпатської області, в місті Мукачево, на вул. Пирогова. 
Площа — 1 га, статус отриманий у 1969 році.

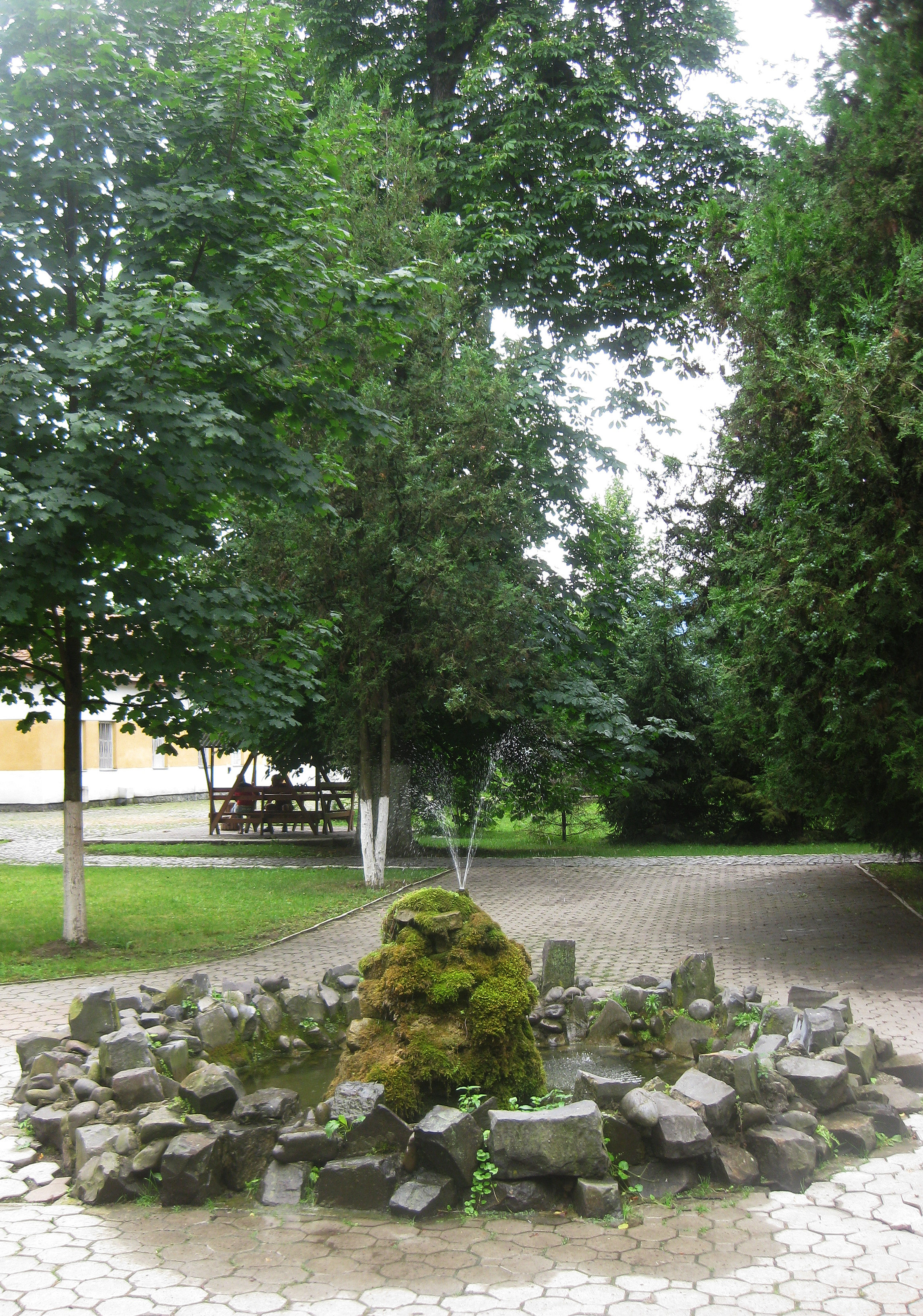
Клумба у парку
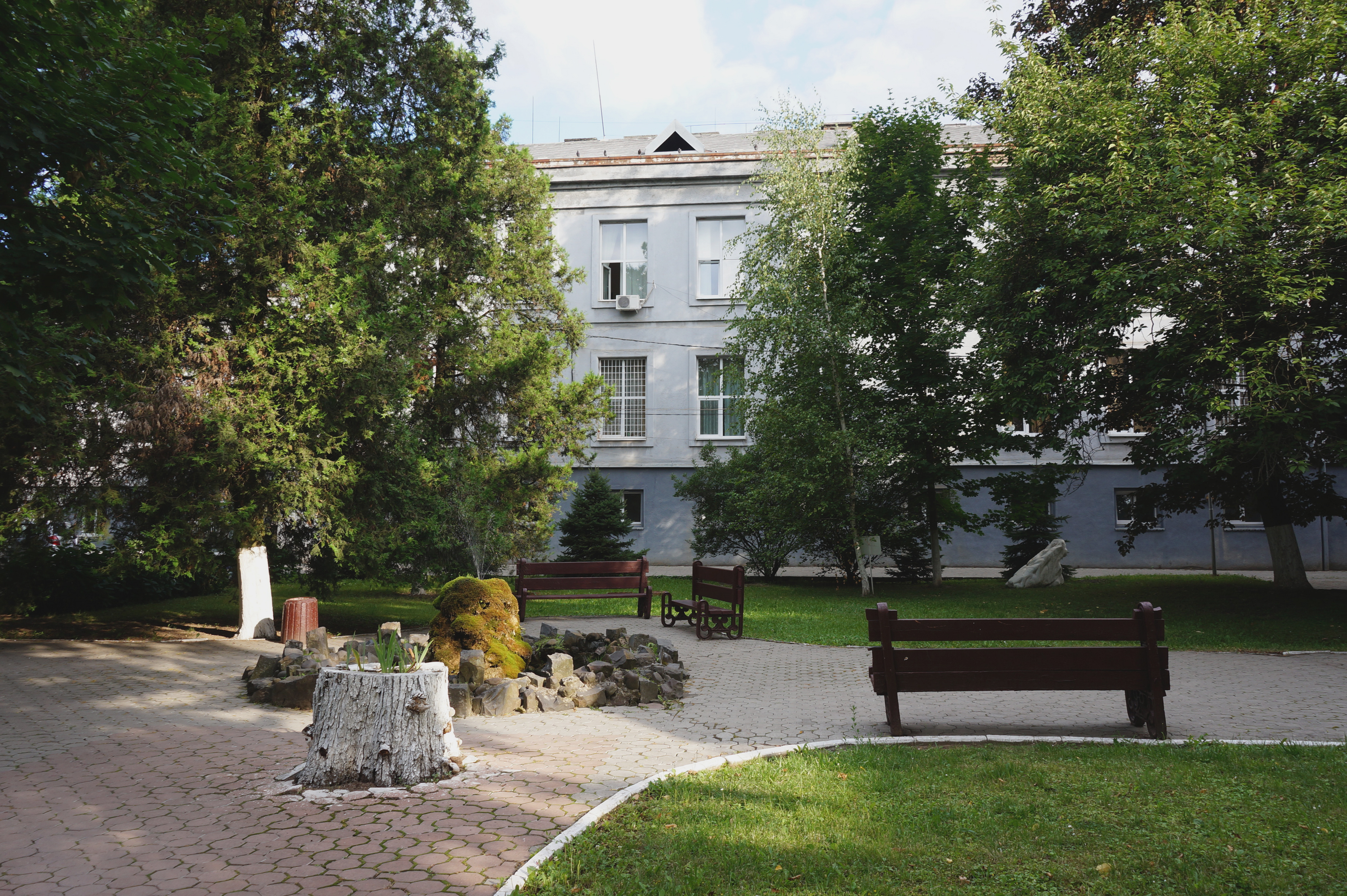
Центральна частина парку та фасад лікарні
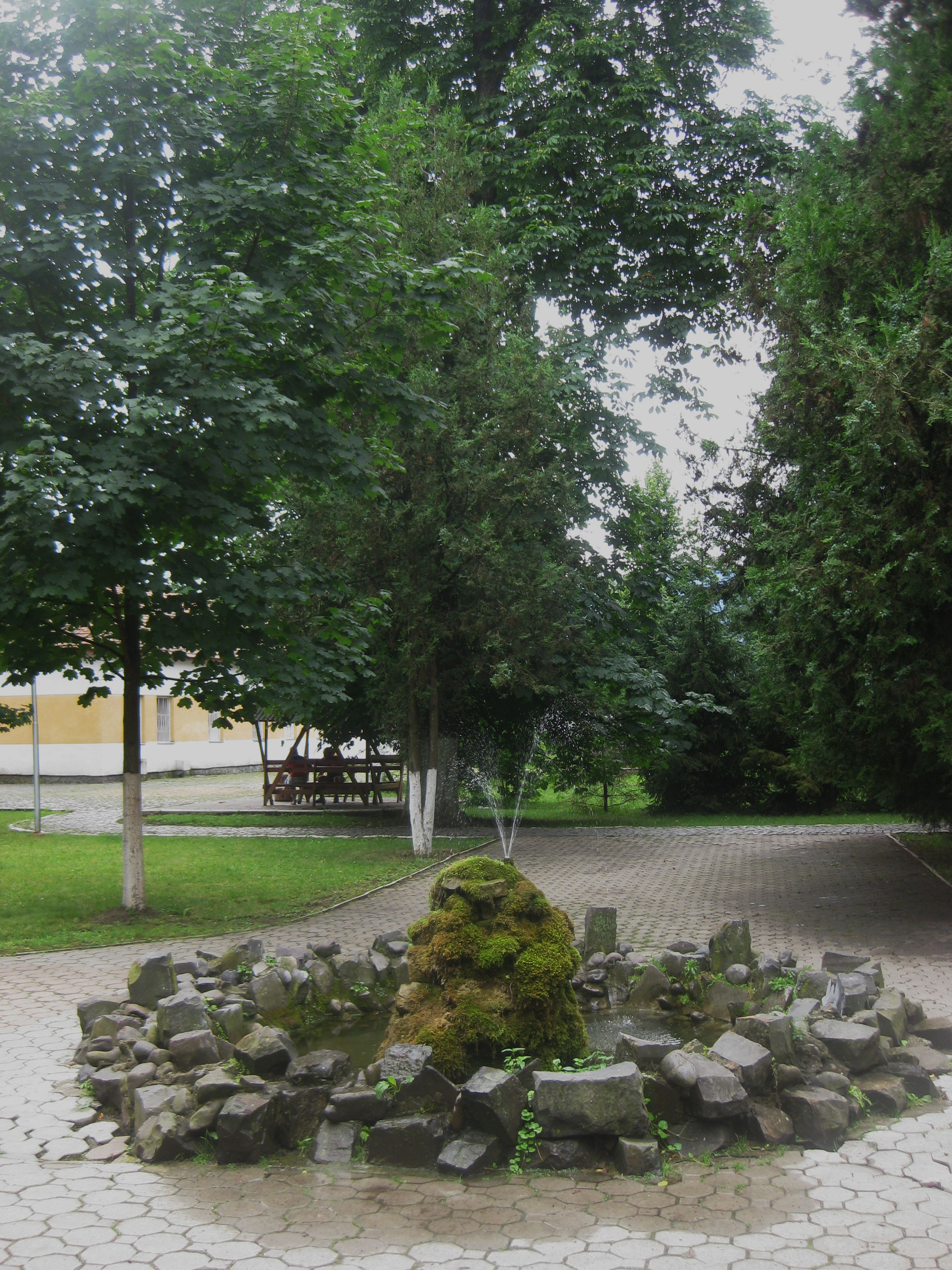
Клумба у парку
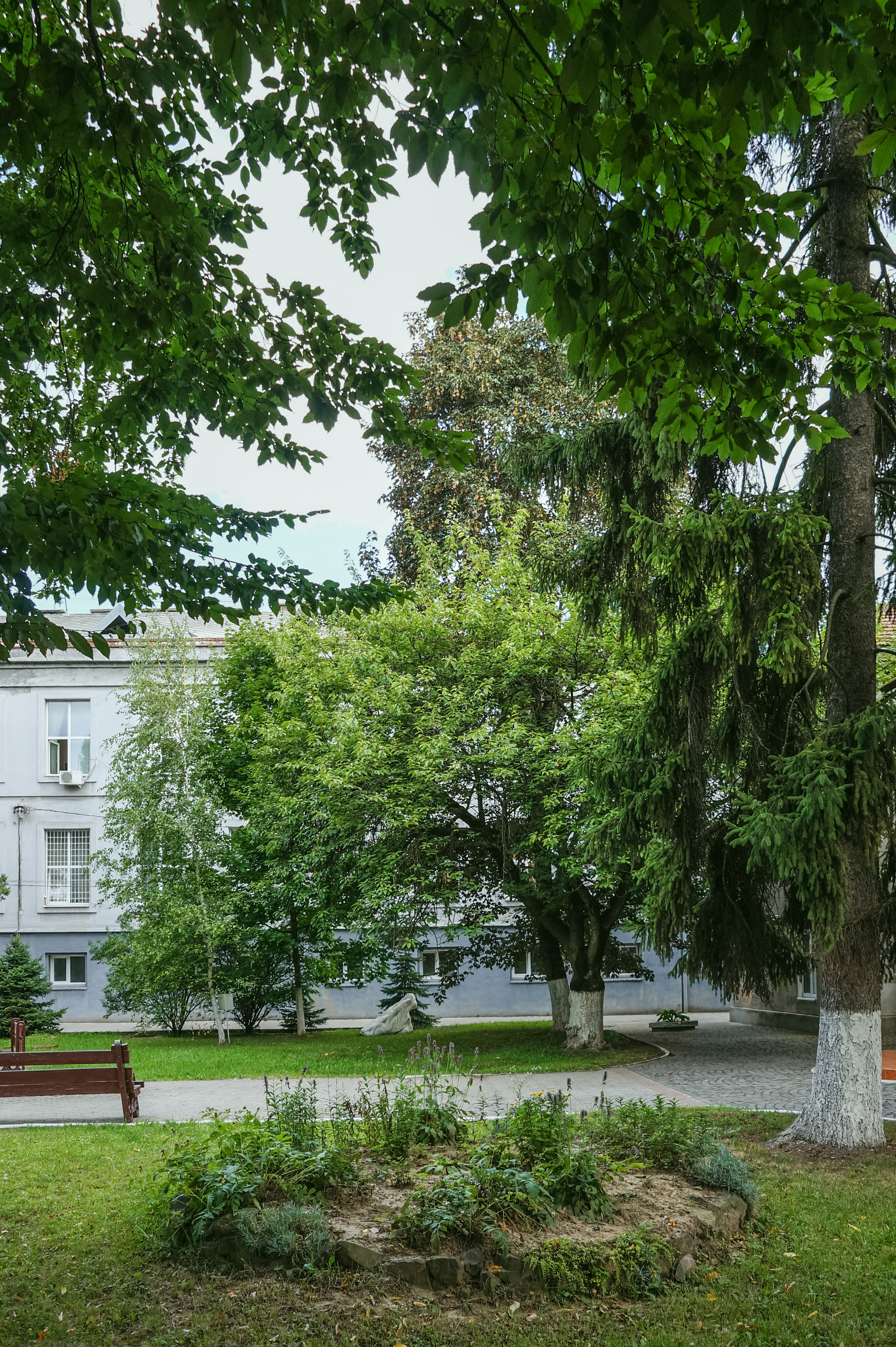
Клумба у парку та фасад лікарні позаду
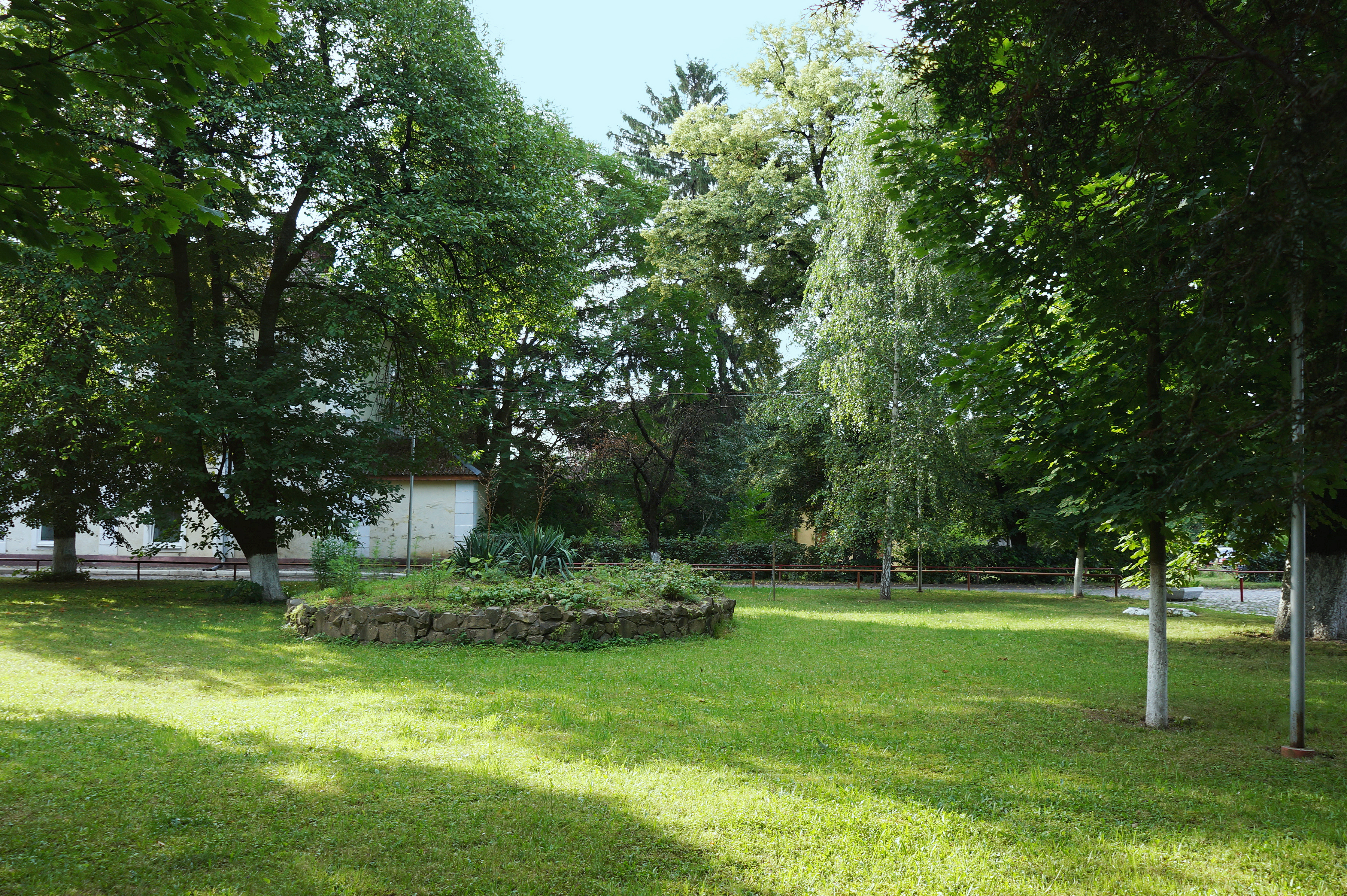
Рослинність парку